# ФК Пасош де Ферейра
Футебол Клубе Пасош де Ферейра (на португалски: Futebol Clube Paços de Ferreira, изговаря се най-близко до Футебол Клуби Пасуш ди Фирейра), кратка форма Пасош Ферейра е португалски Футболен клуб от град Пасош де Ферейра, Северна Португалия.

## Успехи
- Лига Сагреш / Примейра лига
  -  Бронзов медал (1): 2012/13
- Купа на Португалия:
  -  Финалист (1): 2008/09
- Суперкупа на Португалия:
  -  Финалист (1): 2009
- Купа на Португалската лига:
  -  Финалист (1): 2010/11
- Лига Про: (2 лига)
  -  Шампион (3): 1990/91, 1999/00, 2004/05
- 3 дивизия: (3 лига)
  -  Шампион (1): 1973/74

## Български футболисти
- Никола Спасов: 1989/90 – (33 мача – 34 гола), 1991/92 – (22 мача – 10 гола)
- Юлиян Спасов: 1989/97 – (204 мача – 32 гола)
- Пламен Казаков: 1990/91 – (17 мача – 3 гола)
- Радослав Здравков: 1990/91 – (29 мача – 10 гола)
- Гено Добревски: 1998 – пролет – (24 мача – 7 гола)
- Гено Добревски: 1997/99 – (24 мача – 2 гола)
- Ерик Камберов: 2013/14 (46 мача – 1 гол)

## Известни бивши футболисти
- Марко Ферейра
- Жозе Емилио Фуртадо
- Жералдо Алвеш
- Виторино Антунеш
- Педриня
- Рикардо Ещевеш
- Алан Н'Конг
- Андре Бике